# 紙牌屋 (美國劇集)
《纸牌屋》（英語：House of Cards）是美国一部政治惊悚题材的網路連續劇，属Netflix自製劇系列。本剧由鲍尔·威利蒙创作并改编自安德鲁·戴维斯的BBC同名电视剧。两部劇集都是基于迈克尔·多布斯同名小说创作的。第一季全部13集于2013年2月1日在流媒体網站Netflix首播。第二季的13集于2014年2月14日全部釋出。2014年2月4日，即第二季播出十天之前，Netflix宣布续订本剧第三季，于2015年2月27日播出。本剧的第四季於2016年3月4日全部放出。2016年1月，Netflix宣佈續訂第五季，于2017年5月30日播出，同時宣佈鮑爾·威利蒙於第四季後退出本劇。2017年10月30日，由於凯文·斯贝西被指控性侵犯，Netflix宣布第六季共13集會安排在2018年播出，而這將會是本劇的最後一季。2017年11月3日，宣布史柏西已經從本劇中被解僱。第六季于2018年11月2日全部釋出。
本剧背景设置在现今的华盛顿哥伦比亚特区，讲述了众议院南卡罗来纳州第五国会选区民主党籍议员、多数党党鞭弗兰克·安德伍德（Frank Underwood，凯文·斯贝西饰演）在晋升为国务卿的希望破灭后，在妻子克莱尔（Claire Underwood，羅蘋·萊特饰演）的帮助下，开始运用复杂的权术获得最高权力的故事。剧集主要涉及的主题是无情的实用主义、操纵和权力。本剧一大特色是男主经常打破第四面墙，与观众对话，直接对镜头说出内心的真实想法。
本剧的第一季获得了9项黄金时段艾美奖提名，成为了首部获得艾美奖提名的网络电视剧集。本剧获得的9项提名则包括“最佳剧情类剧集”、“最佳剧情类剧集男主角”（凯文·史派西）、“最佳剧情类剧集女主角”（罗宾·怀特）以及“最佳剧情类剧集导演”（大卫·芬奇）等。本剧还获得了4项金球奖提名，其中罗宾·怀特凭借剧中表演最终获得“最佳剧情类剧集女主角”的奖项，也使本剧成为首部获得主要影视表演类奖项的网络剧集。而本剧的第二季获得了13项黄金时段艾美奖的提名和3个金球奖提名，其中凯文·史派西获得了金球奖“最佳剧情类剧集男主角”的奖项。

## 演员及角色

### 主要角色
| 演员                | 饰演角色                          | 角色简介 |
| ------------------- | --------------------------------- | --- |
| 凯文·斯贝西         | 弗朗西斯·“弗蘭克”·J·安德伍德 （） | 来自南卡罗来纳州第五国会选区的民主党籍眾議員，众议院多数党党鞭，在第二季中成为美国副总统，并在第二季季终时成为第46任美国总统。角色名字来源于同名小说和英国版同名剧集主角弗朗西斯·厄克特以及美国首任民主党众议院党鞭奥斯卡·安德伍德。与英国版剧集主角相似，安德伍德在剧中经常“打破第四面墙”，与观众直接对话。（第1-5季） |
| 羅蘋·萊特           | 克萊兒·安德伍德 （）              | 弗朗西斯之妻，负责运营一家非营利组织“净水计划”（Clean Water Initiative），在第二季中辞去此工作。她时常介入其夫的政治行动中。在第三季最後離開弗蘭克·安德伍德。她在第五季開始打破「第四面牆」。在第五季季终时成为第47任美国总统。 |
| 迈克尔·凯利         | 道格拉斯·“道格”·史坦波（Douglas "Doug" Stamper）        | 安德伍德的幕僚长和亲信，第二季末被瑞秋·波斯纳用石块击打至昏迷。第三季康复后为得到弗兰克重新信任而杀害瑞秋。继而成为弗兰克的第二任白宫幕僚长。（第1-5季） |
| 迈克尔·吉尔         | 加勒特·沃克 （Garrett Walker）                  | 第45任美国总统，前科羅拉多州州长，第二季末辞去总统职位。（第1-2季） |
| 内森·达罗           | 艾德华·密查姆 （Edward Meechum）                | 美国国会警察，负责安德伍德的安保和司机工作。第二季中加入美国特勤局，负责安德伍德就任副总统后的安保，并与安德伍德夫妇同时发生了性行为。在第四季被企图刺杀安德伍德的卢卡斯射伤，临死前反击射死卢卡斯。(第1-4季) |
| 沙基纳·贾弗里       | 琳达·瓦斯奎兹 （Linda Vasquez）                | 总统的白宮幕僚長，第二季中与安德伍德意見分歧而辞职。(第1-2季) |
| 马赫沙拉·阿里       | 雷米·丹顿 （Remy Danton）                    | 一家天然气公司的说客，后转投雷蒙德·塔斯克，之前曾在安德伍德手下工作。在第三季中成为白宫幕僚长。（第1-4季） |
| 瑞秋·布罗斯纳安     | 瑞秋·波斯纳 （Rachel Posner）                  | 曾是妓女，与彼得·罗素發生性关系后被道格·斯坦普牵扯进安德伍德的政治行动中，因曾与其他人会面而被道格怀疑其忠诚度。第二季末在道格带领其转移住处时因恐惧而将道格打昏并逃走。在第三季最後因为道格为了重新获得安德伍德的信任以及成为新的白宫幕僚长，被道格杀害并掩埋在荒野里。 (第1-3季)                                      |
| 塞巴斯蒂安·阿塞勒斯 | 卢卡斯·古德温 （Lucas Goodwin）                | 《华盛顿先驱报》（The Washington Herald）编辑，第二季中调查安德伍德时因涉嫌网络恐怖活动而入狱。在第四季帮助FBI破案加入证人保护计划出狱。出狱后在安德伍德的公开活动期间企图刺杀弗兰克，射伤安德伍德和密查姆后被密查姆临死前击毙。（第1-2、4季）                                                                                               |
| 凱特·瑪拉           | 佐伊·巴恩斯 （Zoe Barnes）                  | 《华盛顿先驱报》记者，后因与老板意見分歧而转职到“头条网”（Slugline）。在与安德伍德初次见面后，二人迅速发生性关系，与其建立了互相利用的聯繫，同时安德伍德为她提供内幕新闻素材以打击政治对手。第二季中因试图调查彼得·罗素之死的内幕而被安德伍德杀害。（第1-2、4季）                                                               |
| 杰拉尔德·麦克雷尼   | 雷蒙德·塔斯克 （Raymond Tusk）                | 富商，经营数家企业，在核工业方面掌握重要地位，与总统私交甚笃，对总统的决定有重要影响。（第1-2、5季） |
| 康斯坦斯·齐默       | 简宁·斯高斯基 （Janine Skorsky）                | 《华盛顿先驱报》记者，后转职到“头条网”，对佐伊的突然成功怀有疑心，最终仍加入头条网与佐伊同事。与佐伊一同调查安德伍德，但在佐伊死后退出，并搬离华盛顿到其母处居住。（第1-2、4季） |
| 莫莉·帕克           | 杰奎琳·夏普 （Jacqueline Sharp）                  | 国会女议员，在安德伍德升任副总统后在他帮助下接任众议院多数党党鞭。在第三季中參加民主黨總統初選，其後與安德伍德反目改而支持鄧巴。（第2-4季） |
| 寇瑞·斯托尔         | 彼得·罗素 （Peter Russo）                    | 来自宾夕法尼亚州第一国会选区的民主党籍众议员。因酗酒、吸毒、召妓等丑闻而受到安德伍德要将其丑闻公之于众的威胁，并因此对安德伍德效忠。在安德伍德帮助下戒酒后重新参选宾夕法尼亚州州长，后癮頭再度發作而退出政壇，最终试图向媒體公開一切，以逃脱安德伍德的掌控卻反被他佈置成自殺而死亡。（第1、4季）                        |
| 克莉絲汀·康諾利     | 克莉絲汀娜·加拉格 （Christina Gallagher）            | 彼得·罗素議員的秘書與情人。彼得·罗素死後成为沃克总统的私人助理，第二季中因捲入沃克夫婦的感情風波而被辞退。（第1-2季） |

### 常设角色
| 演员                 | 饰演角色             | 角色简介 |
| -------------------- | -------------------- | --- |
| 珍妮·阿特金森        | 凯瑟琳·杜兰特 （Catherine Durant）   | 美国国务卿，前密苏里州参议员。 |
| 伊利莎白·诺门特      | 南希·考夫伯格 （Nancy Kaufberger）   | 弗兰克·安德伍德和道格·斯坦普的秘书。 |
| 拉里·派恩            | 鲍勃·博奇 （Bob Birch）       | 众议院议长。 |
| 柯蒂斯·库克 （Curtiss Cook）     | 泰瑞·沃麦克 （Terry Womack）     | 众议院多数党领袖，密苏里州第五国会选区众议员 |
| 德里克·塞西尔        | 塞斯·格雷森 （Seth Grayson）     | 見風使舵的掮客，后成为安德伍德就任副总统之后的公關助理，並於安德伍德就任总统後成為白宮新聞發言人。（第2季－） |
| 莫赞·玛诺            | 艾拉·塞亚德 （Ayla Sayyad）     | 《华尔街电讯报》（Wall Street Telegraph）记者。（第2-3季） |
| 吉米·辛普森          | 嘉文·奥赛 （Gavin Orsay）       | 黑客，联邦调查局线人。（第2-3季） |
| 杰雷米·霍尔姆 （Jeremy Holm）   | 特工内森·格林 （Agent Nathan Green）   | 白宫－FBI联络员。（第2季－） |
| 利比·伍德布里奇 （Libby Woodbridge） | 梅根·亨尼西 （Megan Hennessey）     | 美国海军陆战队退役女兵，曾受到道尔顿·麦金尼斯将军（General Dalton McGinnis）的性侵犯。（第2季） |
| 凯特·林恩·希尔 （Kate Lyn Sheil）  | 莉莎·威廉姆斯 （Lisa Williams）   | 社工，与瑞秋·波斯纳相识后成为其朋友，最后成为其同性恋人。（第2季－） |
| 本尼托·马提尼兹      | 赫克托·门多萨 （Hector Mendoza）   | 亚利桑那州共和党参议员，参议院多数党领袖。（第2-4季） |
| 吉尔·伯明翰          | 丹尼尔·拉尼根 （Daniel Lanagin）   | 美洲原住民，在密苏里州经营一家赌场，雷蒙德·塔斯克的好友。（第2季－） |
| 何家蓓               | 吉莉安·科尔 （Gillian Cole）     | 民间公益组织“世界之井”（World Well）的负责人，加入净水计划后因与安德伍德夫妇产生利益冲突而被克莱尔辞退，后克莱尔辞职后又将净水计划交予其管理。（第1-2季） |
| 雷格·E·凯蒂          | 弗雷迪·海耶斯 （Freddy Hayes）   | 弗雷迪烧烤店（Freddy's BBQ）店主，安德伍德是其店的常客，後因安德伍德的政治醜聞波及而被迫關店。（第1-3季） |
| 本·丹尼尔斯          | 亚当·嘉洛威 （Adam Galloway）     | 居住在纽约的摄影师，克莱尔的情人。（第1-2季） |
| 鲍里斯·麦吉弗        | 汤姆·汉默施密特 （Tom Hammerschmidt） | 《华盛顿先驱报》责任总编。因为和佐伊·巴恩斯不睦导致其离职，被报社的所有者强制辞职。（第1-2、5季） |
| 乔安娜·高茵          | 特莱西亚·沃克 （Tricia Walker）   | 加勒特·沃克总统之妻，即美国第一夫人。（第2季） |
| 泰瑞·陈              | 冯山德 （Xander Feng）          | 中国大陆腐败商人、紅二代，非官方渠道的秘密外交人员，雷蒙德·塔斯克的生意伙伴。（第2季） |
| 塞缪尔·佩奇          | 康纳·埃利斯 （Connor Ellis）     | 克莱尔的媒体助理，后被塞斯·格雷森取代。（第2季） |
| 丹·泽斯奇            | 吉姆·马修斯 （Jim Matthews）     | 美国副总统，前宾夕法尼亚州州长，在彼得·罗素死后辞职接替其再次参选州长，副总统一职因此被安德伍德接任。 （第1-5季） |
| 凯文·基尔纳          | 迈克尔·科恩 （Michael Kern）     | 科罗拉多州参议员，是总统原计划提名的国务卿人选。（第1-2季） |
| 兰斯·E·尼克尔斯      | 金·克兰西 （Gene Clancy）       | 南卡罗来纳州加夫尼市长。（第1季） |
| 艾尔·斯帕恩扎        | 马蒂·斯宾内拉 （Marty Spinella）   | 教师工会说客，罢工领导人。（第1季） |
| 凯瑟琳·查尔芬特      | 玛格丽特·提尔登 （Margaret Tilden） | 《华盛顿先驱报》持有人。（第1-4季） |
| 内芙·坎贝尔          | 莉安·哈维 （LeAnn Harvey）       | 来自德克萨斯州的一名政治顾问。她在第四季登场时，显得非常聪明，在工作中也很成功，因其赢得竞选的能力而备受赞扬。当她开始为克莱尔工作时，两人建立起了牢固的关系。她后来成为弗兰克与克莱尔竞选团队的竞选经理。她与道格之间的关系较为紧张，因为道格不喜欢她频繁的接触总统和第一夫人。最终在弗兰克的命令下，她驾车途中被撞出马路护栏而死。（第4-5季） |
| 乔尔·金纳曼          | 威尔·康威 （Will Conway）       | 前纽约州州长，曾在2016年大选中被共和党提名为总统候选人。康威与汉娜结婚，他们有两个孩子，查理和莉莉。以年轻有为的姿态和强大的公关能力对弗兰克·安德伍德的选情构成了极大的威胁。（第4-5季） |
| 坎贝尔·史考特        | 马克·厄舍 （Mark Usher）       | 一位顶级政治战略家，也是威尔·康威的前竞选经理。作为共和党的一员，厄舍担任弗兰克·安德伍德总统的特别顾问，并最终担任克莱尔的副总统。（第5-6季） |
| 派翠西亚·克拉克森    | 简·戴维斯 （Jane Davis）       | 凯瑟琳·杜兰特的挚友，充满神秘色彩的商务部国际贸易副部长。（第5-6季） |

一些现实生活中的媒体人物也在剧中客串扮演自己，如唐娜·布拉泽尔、莫利·塞弗，CNN的坎蒂·克劳利、约翰·金、艾什蕾·班菲尔德和索拉达·欧布莱恩，福克斯新闻的丹尼斯·米勒和肖恩·哈尼提，HBO的标·马艾，美国广播公司的喬治·斯蒂芬諾伯羅斯，MSNBC的瑞秋·梅道、克里斯·马修斯，以及哥伦比亚广播公司的梅哲尔·加勒特等人。

## 劇集列表

### 第一季
剧情以美国国会眾议员弗朗西斯·“弗兰克”·安德伍德通过徒手杀害一只饱受痛苦的狗来展现他无情的实用主义开始，在镜头里，他向观众解释说有时需要有人作出不令人愉快但却是必要的事。
安德伍德是一位极具政治野心的南卡罗来纳州民主党众议员、众议院多数党党鞭。为了能够被任命为国务卿，他帮助加勒特·沃克赢得了大选，然而在沃克宣誓就职之前，白宫幕僚长琳达·瓦斯奎兹却告知安德伍德，称总统希望将他留在国会推动法案通过，因而将不会提名他作国务卿。安德伍德对总统的背叛之举愤怒不已，但很快，他隐藏了自己的愤怒和失望并向总统表明他能够推动议程，而且是个有用的副手。事实上，在背地里，他开始实施了一个周密的复仇计划，该计划以他自己获得权力为最终目标。
弗兰克的妻子克莱尔负责一个非政府组织“净水计划”的运行，但她的真实意图并不明确。她看上去是在利用她的慈善组织来培养她自己的权力和影响力，而她的最终目标并不明确。在第一集中，她认为自己的组织足迹有限。为了促使这个组织登上国际舞台，她决定将它的业务拓展到其它国家，为其它国家钻井获取净水。这引起了她的办公室主任极大的担忧。为了招募人才来支持拓展的计划，克莱尔让她的办公室主任裁撤净水计划一半的雇员。后来，在她在确认了进度后，办公室主管也被解雇了。这印证了一个事实——她和她的丈夫一样拥有着一颗冷酷的内心、一样无情的实用主义和对权力一样渴望。
安德伍德开始了一个高度复杂的计划来使自己成为一个内阁成员，同时在他的权力游戏中获得他能够操控的棋子。他与一名富有野心的年轻记者佐伊·巴恩斯建立了互相利用的关系，到最后发展成了婚外情。安德伍德让她发布他泄露的关于他的政敌的具有破坏力的新闻。同时，安德伍德拥有来自宾夕法尼亚州的国会议员彼得·罗素的一系列丑闻，并以此操纵他。在他们二人的协助下，安德伍德破坏了沃克此前计划的国务卿人选，参议员迈克尔·科恩的政治信誉。并最终以自己的亲信，参议员凯瑟琳·杜兰取而代之成为了国务卿。安德伍德还在一次阴谋中利用罗素结束了教师罢工并通过了教育改革法案，这提升了他自己在沃克总统心中的地位。
因为副总统吉姆·马修斯就任前是宾夕法尼亚州州长，在他就任后，该州须进行州长补选。安德伍德于是帮助罗素戒酒并支持其参选州长，但在选举前他让妓女瑞秋·波斯纳诱使罗素重新开始酗酒，并让他在醉酒的状态下接受了一个电台的采访。在接近崩溃的状态下，他决定通过将他在安德伍德的阴谋中的角色公之于众来向他的失败赎罪。作为回应，安德伍德在启动了汽车的引擎后，将昏睡过去的罗素留在了一个关闭的车库内，使他最终窒息而死而留下了自杀的假象。在宾夕法尼亚州的选举陷入混乱之时，安德伍德说服副总统去竞选他之前的州长职位，并使得副总统的位置空缺而留待了安德伍德来填补，正中其下怀。
然而沃克总统却另有计划。他希望提名密苏里的亿万富翁雷蒙德·塔斯克作新任副总统，并派安德伍德前去审查。但随后塔斯克透露自己与总统私交密切，事实是在为总统审查安德伍德，同时也告诉安德伍德，是他本人建议总统选择不提名安德伍德为国务卿的。如果安德伍德同意欠他一個人情的话，他将影响总统，使总统提名他为副总统。在经过一連串對塔斯克的施壓後，他向塔斯克提出他们可以相互合作而不需欠塔斯克人情，塔斯克最後在压力下同意了这个提议。与此同时，安德伍德在结束了与佐伊·巴恩斯的婚外情之后，巴恩斯开始调查安德伍德的政治阴谋，一系列线索也逐渐串联起来。第一季的最后，安德伍德接受了总统提供的副总统提名。

### 第二季
弗兰克·安德伍德即将宣誓就职副总统，佐伊·巴恩斯则与同事卢卡斯·古德温和简宁·斯高斯基继续挖掘更多内幕消息，最终追踪到了瑞秋·波斯纳。弗兰克的副手，道格·斯坦普将瑞秋带到安全的地方躲藏起来。安德伍德则引诱巴恩斯到了一座地铁车站，在没有人看到也没有监控探头拍到的死角中，在列车进站之际把她推下站台，巴恩斯被撞身亡。结果，为了远离可能让她自己也随之丧命的危险，简宁放弃了调查活动并接受了在伊萨卡的教师的职位。
佐伊的死激发起古德温独自一人继续调查的决心，他于是寻求一位黑客的帮助，试图获得弗兰克在AT&T的通讯记录。然而，帮助他的黑客，嘉文·奥尔赛，实际上是在为道格·斯坦普引诱古德温，并使他最终在联邦调查局的行动中落网，被迫承认实施了网络恐怖主义活动的罪行。随后，那名黑客利用瑞秋的存在来敲诈道格。由于害怕再次被重新安置、可能的伤害和道格对她日益增加的迷恋，瑞秋最终用石头敲击了道格的头，可能已经致命。瑞秋随后驾驶着道格的车逃离了现场。
在一次采访中，克莱尔曝光了自己在大学时曾遭受强奸并因此而堕胎，而当年犯下这桩罪行的正是此前刚被任命为将军的一位军官。同时克莱尔与第一夫人的关系也越发密切，二人共同支持改革军队对性侵犯的调查方式的法案通过。克莱尔在交谈中得知总统夫妇的婚姻遇到危机，她随后向第一夫人建议其夫妇寻求一位心灵顾问和婚姻咨询师的帮助。
雷蒙德·塔斯克仍然对沃克总统的决策起着关键作用，安德伍德则试图挑拨这二人之间的关系和信任。他会见了中国商人冯山德，此人是塔斯克的盟友，也是中国的非官方途径的外交代表。安德伍德暗中破坏中美双方的外交对话，造成混乱局面，制造假象使总统认为塔斯克也同样需要对谈判破裂一事负责。谈判破裂后，中美关系迅速恶化并导致双方卷入稀土贸易战，美国能源价格随即飙升。塔斯克由于触及自身利益而公开反对总统为了处理危机而作出的努力。作为报复，他切断了对民主党的资金捐助，同时开始通过一家原住民部落的赌场向共和党的政治行动委员会捐献资金。在安德伍德发现了这些资金实际上来自冯山德后，他与冯交易，让他结束与塔斯克的关系，作为交换，他将获得一个大桥的建设契約。
美国司法部调查发现道格·斯坦普曾出现在这家赌场的监控录像中，于是开始调查冯山德、塔斯克和白宫之间的关系。为获得负责调查的特别检察官的信任，安德伍德说服总统和自己一同主动交上全部旅行记录。然而安德伍德却在自己的旅行记录中做了手脚，掩盖了自己不可告人的行程。沃克总统上交的旅行记录则曝光了他曾接受婚姻咨询的事实，调查人员质疑他是否与非法资金捐助有关。沃克总统不希望曝光其私人生活问题，于是要求白宫法律顾问指导婚姻咨询师在接受质询时提供的证词，此举被特别检察官认为是干预证人妨碍司法公正。众议院司法委员会于是开始起草弹劾总统的法案，沃克总统和安德伍德都对塔斯克提出了特赦的条件，并希望能够以此来打压对方。起初塔斯克支持总统，使安德伍德别无选择地尽全力赢回了总统的信任，並成功說服总统取消了和塔斯克的交易，還透過雷米丹頓向特別檢察官自願到案消息影響塔斯克。結果在司法委员会的听证会上，塔斯克虽然起初一直使用第五修正案辩护，但最后还是承认了总统知晓与中国的交易。这让沃克总统别无选择，只能主动辞职。安德伍德于是在戴维营宣誓成为美国总统。

### 第三季
道格在瑞秋的袭击中幸存了下来，但伤情严重。虽然希望能够重新回到工作中，但他的影响力已经大不如前，也重新开始酗酒。在这期间，成为总统的安德伍德的支持率不断走低，国会两党都不看好安德伍德，而他上任后提出的美国就业法案(American Work)也举步维艰。在大选之际，民主党高层甚至拒绝支持他参加2016年美国总统选举，在没有竞选资金和党内支持的情况下，安德伍德被迫只能公开宣布不会参加大选，同时表示他在剩余的任期内的主要任务是实施就业法案。在得不到国会支持的情况下，他决定在华盛顿特区利用联邦紧急事务管理署的赈灾基金来推行就业计划。虽然起初受到非议，但在提供了数万个就业岗位后，安德伍德的计划开始受到支持。然而飓风在东海岸的形成和靠近可能带来的灾害，使得安德伍德不得不签署国会新的法案以接受国会对联邦应急管理署的拨款，签署法案让就业计划没有了资金来源，只能停止。但这次尝试使得党内和民众看到了就业法案的潜力，让他宣布参加2016年总统大选成为可能。
由于希望通过公职证明自己的能力并为未来竞选总统做准备，克莱尔在安德伍德成为总统后要求他提名自己为美国常驻联合国大使（详见美国常驻联合国代表列表），在提名被参议院否决后，安德伍德对她进行了休会任命。安德伍德上任后希望能够在约旦河谷地区派驻军队，他邀请俄罗斯总统佩特洛夫访美并希望能够获得他的支持，但佩特洛夫的漫天要价致使谈判最终破裂。国务卿杜兰特随后建议通过联合国向该地区派驻维和部队来绕开俄罗斯，由于有过在安理会常任理事国投反对票的情况下向其他国家派遣军队的先例，在克莱尔在联合国的努力之下，外交压力使得佩特洛夫只好同意再次谈判。但在莫斯科，被俄罗斯关押的美国同性恋激进分子迈克尔·科里根拒绝在媒体面前承认自己有罪，并在牢房内上吊自杀。此举让克莱尔深受感动，并在媒体面前道出了实情并公开反对佩特洛夫和俄罗斯法律，这也使安德伍德与佩特洛夫的谈判成果付诸东流。
在联合国通过向约旦河谷派驻维和部队的决议后，俄罗斯同意也派遣军队到该维和部队中。但八名俄罗斯维和部队士兵在约旦河谷被击毙的消息，使该地区局势急转直下。在渗透俄罗斯封锁地区的行动失败，以色列实行禁飞区后，安德伍德被迫选择与佩特洛夫在河谷地区见面。佩特洛夫同意解除俄罗斯在该地区实行的封锁并撤军，但条件是克莱尔必须辞去联合国大使职务。
在民主党支持下，前联邦副检察官希瑟·邓巴宣布参选，对前总统腐败的调查使她成为了一位有着极强的竞争力的民主党总统候选人。道格要求加入她的竞选团队，并告诉她记录克莱尔堕胎的真相的日记并没有被销毁，邓巴拒绝用这种方式攻击其竞争对手。同时，道格要求之前威胁自己的黑客，嘉文·奥尔赛找到瑞秋的位置，作为交换，道格会帮助嘉文解锁护照让其逃至国外。在与瑞秋的前女友丽萨的接触后，嘉文定位到了瑞秋的位置，但随后他欺骗道格称瑞秋已经死亡。由于之前对瑞秋的迷恋，道格在精神崩溃的状态下告诉了安德伍德他为了找到邓巴的把柄而在为她工作。在成功逃到委内瑞拉后，嘉文告诉道格瑞秋并没有死，并以此勒索斯坦普。于是，道格在嘉文的住所内获得了瑞秋的地址并将其电脑毁坏，并在之后亲自将瑞秋杀害并掩埋，以防止之前彼得·罗素的事件被公之于众。
在安德伍德宣布参选前，他找到小说作家托马斯·耶茨，希望他能够通过为自己创作一部小说而宣传就业法案。然而，在与安德伍德夫妇的接触中，他渐渐改变了原来的想法，转而希望写他们的婚姻，安德伍德反对并将他辞退。在民主党初选辩论中，安德伍德希望利用性别歧视来打压竞争对手邓巴，同是总统候选人，但确在暗地里与安德伍德结盟的众议院少数党党鞭杰姬·夏普与他发生分歧，最后导致夏普退选时呼吁民众支持邓巴，而白宫幕僚长雷米·丹顿也由于和安德伍德的分歧而辞职。由于在爱荷华州的支持率相较不下，邓巴决定以拥有记录有克莱尔堕胎一事的日记而威胁安德伍德。但日记实际在道格手中，在安德伍德面前，道格烧了日记以表示忠诚，并重新成为了安德伍德的幕僚长，而安德伍德也赢得了爱荷华州的民主党初选。而由于与克莱尔在多次事件中的分歧，克莱尔在最后选择了离开。

### 第五季
在2016年总统大选开始的前一周，弗兰克以「伊斯兰王权组织」（ICO）的威胁为借口在市区内实施戒严，并巩固关键州的民意调查。他以安全问题的名义，与民主党州长完成了这项任务，但是这样实际上剥夺了农村共和党选民的权利。为了保持恐怖战略，道格勒索黑客亚丹·麦卡伦在美国国家安全局内发动大规模的网络攻击，造成了网络缓慢，并且抹除了数十万份文件。安德伍德政府发动了对伊斯兰王权组织的攻击。在选举日，最终的结果取决于宾夕法尼亚州、田纳西州和俄亥俄州的投票结果。早期的投票结果倾向于康威。安德伍德的政治机器在田纳西州的诺克斯维尔发动恐怖袭击事件。
没有结果的选举结束九周之后，援引第十二条修正案，大选结果由国会议员投票决定。在與国会黑人核心小组会晤中，康威因为没有冷静处理，导致他的形象产生裂痕。尽管如此，弗兰克的个人包袱还有他12%的支持率仅仅让他和康威在国会打了个平手。与此同时，克莱尔设法取得在参议院的票数，成为了美国的代理总统。鉴于众议院目前的平局，克莱尔在俄亥俄州和田纳西州举行了一场特殊的选举。与此同时，美国商务部的一名低级别的官员——在网络上拥有著广泛的人脉和影响力——简·戴维斯，开始與安德伍德夫妇有着亲密的合作。作为一个普通的美国公民，弗兰克参加了一场由权贵们举行的名为“极乐世界”的秘密活动，以确保这些权贵们能对即将到来的特殊选举产生影响。与此同时，康威由于感觉总统的位置要被弗兰克偷走了，在私人飞机上精神崩溃。最终，这个在竞选活动中的污点和其他的污点，似乎正在以一种與安德伍德无关的方式，慢慢地传播到媒体之中。康威的竞选经理马克亚瑟，看到他的候选人正走向失败，转投安德伍德的阵营。安德伍德获得了俄亥俄州和田纳西州的选票，弗兰克宣誓就职总统，克莱尔就职副总统。
与此同时，汉默施密特继续调查佐伊的死因，来自白宫的一位不知名的泄密者向他提供消息。汉默施密特提供了主要的文件转储，除了对弗兰克的指控，还引发了对他的弹劾听证会。作为回应，安德伍德夫妇开始对白宫内的所有人员实施监控。最终，泄密者给汉默施密特打了一通声调改变的电话，暗示道格是佐伊的谋杀者。安德伍德夫妇说服了道格去承担谋杀佐伊的责任，而这个泄密者正是弗兰克本人。据透露，泄密事件是弗兰克从总统位置辞职，并把位置让给克莱尔的的计划的一部分，他相信在私人部门可以更好的实现他对权力地渴望，并且可以和作为总统的克莱尔一起工作。弗兰克担心国务卿杜兰特在弹劾的听证会上作证，在接受杜兰特辞职后，把她从楼梯上推下，使得她住院而无法参加听证会。简给克莱尔提供了过量的药品，让她把耶茨毒害死，以免他知道太多消息。最后，为安德伍德工作的承包商，把莉安的汽车撞向公路的护栏，来灭掉莉安。弗兰克以总统身份辞职，克莱尔继任第 47 届美国总统。弗兰克和道格等待克莱尔在恰当的时机赦免他们。此时，ICO 的领袖被军队的特种作战部队找到，并且被俘虏，这使得媒体的焦点远离了弗兰克。克莱尔站在椭圆形办公室，似乎在思考是否要赦免弗兰克，并且忽视了他为这件事情拨打出的多个电话。本季结束的时候，克莱尔无视弗兰克的电话，然后打破第四面墙告诉观众：“到我了。”

### 第六季
2017年10月30日，由于凯文·史派西被指控性侵犯，Netflix宣布第六季共13集會安排在2018年播出，而這將會是本劇的最後一季。然而，Netflix在第二天宣布第六季的製作將會中止。2017年11月3日，宣布史柏西已經從本劇中被解僱了。後來復拍但已經剔除他的位置。2018年9月5日，纸牌屋团队在推特上发布推文，宣布该剧的第六季将于2018年11月2日播出。

## 制作

### 制作过程
美国独立电影工作室Media Rights Capital创始人之一莫德赛·维克奇克（Mordecai Wiczyk）在工作室一名实习工作人员的推荐下决定买下《纸牌屋》原作的相关权利，并找到大卫·芬奇等人，希望将其改编成一部全新的电视剧。而大卫·芬奇在完成了自己于2008年执导的电影《奇幻逆緣》后，其经纪人为他介绍了伊恩·理查森主演的英国BBC版迷你剧集《纸牌屋》，芬奇随即产生强烈兴趣，希望能与艾瑞克·罗斯合作制作这一剧集。
芬奇于是开始寻找编剧对原作进行改编，他希望能找到一位编剧能将英国原版剧集中以伦敦为背景的关于英国議會制的内容如实转换成以华盛顿为背景的美国政治。最终，曾为查克·舒默、霍华德·迪安和等多位政治家担任助理的鲍尔·威利蒙被雇用担任编剧一职。他在2011年初完成了试播集的创作。威利蒙深入挖掘了原作中的情节，并创作出了全新的剧集。试播集完成后，凯文·史派西的经纪人便开始参与剧组的相关工作，最终剧组于2011年3月确定由史派西出演男主角安德伍德并担任执行制片人之一。而第一季前两集由威利蒙创作完成后即宣布将由大卫·芬奇亲自执导。

Media Rights Capital工作室向多家电视台出售本剧，其中不乏HBO、Showtime及AMC等。但Netflix最终胜过其他各家电视台，购得本剧。而Netflix在此前一直寻求能制作自己的原创剧集。Netflix的节目内容首席主管泰德·萨兰德斯（Ted Sarandos）是英国版同名剧集的忠实观众，而他在调查了Netflix用户的收看习惯，总结出统计数据后得出结论，认为大卫·芬奇和凯文·史派西的合作会吸引大量观众收看本剧，于是决定买下此剧集的播出权。他表示，“这部剧集看起来会前途无量”，“就像素材与灵感巧妙结合成的完美风暴。”Netflix一次性预定了本剧集前两季全部26集。《纸牌屋》也成为Netflix播出的首部原创剧集。
史派西称Netflix一次性播出一整季全部剧集开启了“全新的视角”。他还表示Netflix一次性预定两季使整部剧集在创作时更有连续性，“我们完全了解整个故事的发展走向。”在爱丁堡国际电视节上的演讲中，史派西透露，当时有多家电视台都对这部剧集产生兴趣，但这些电视台都希望看过试播集后再决定是否购买，而Netflix则仅仅靠网站统计数据就做出了预定全部两季的决定。

### 选角
大卫·芬奇称本剧的每个角色最终确定的演员都是他的第一选择。在首次剧本通读会上，他表示，“我希望每个人都要明白，你们就是我们的第一选择——每个演员都是我们心中最适合扮演这个角色的人。所以别演砸了。”凯文·史派西在此前最后一次参演电视剧是于1987-1990年出演《特警4587》，之后便始终在电影业工作，他此次重回电视业拍摄这部剧集，对剧本的评价很高。史派西曾出演过理查三世，芬奇表示他的这一经历对出演这部剧集是“很好的锻炼”。史派西于2011年3月18日正式进入剧组。罗宾·怀特则是在与芬奇共同拍摄《龙纹身的女孩》时被他选中加入本剧。她于2011年6月正式加入剧组饰演克莱尔·安德伍德一角。凯特·玛拉则于2012年2月初正式加入剧组饰演佐伊·巴恩斯。她的妹妹鲁妮·玛拉曾与芬奇一同拍摄《龙纹身的女孩》，凯特在阅读了佐伊·巴恩斯的戏份后“爱上了这个角色”，于是请求自己的妹妹鲁妮帮自己“在芬奇面前多说些话”。次月，凯特·玛拉便收到了试镜邀请。

### 拍摄
第一季的拍摄于2012年1月在马里兰州哈福郡开始。剧集大多数镜头是在哈福德县和巴尔的摩拍摄完成的。第一季的拍摄耗资6360万美元，为马里兰州创造2200个工作岗位和逾1.38亿美元收入，并因此获得该州约1160万美元的减税；第二季则耗资逾5550万美元，为该州带来3700个工作岗位和逾1.2亿美元经济收益，获得减税约1500万美元；而第三季预计耗资及带来收益与第二季接近。但马里兰州计划修改减税政策，一旦通过将会使得剧组的减税额度下降数百万美元，剧组因此暂时推迟原定于2014年4月开始的第三季的拍摄，并称可能更换拍摄地点，离开马里兰州。

### 最後一季與腰斬
在2017年10月30日，Netflix取消《紙牌屋》，並宣布第六季將會是最後一季。本劇因指控主演史柏西在1980年代中期曾性侵犯當時14歲的安東尼·瑞普而被取消，但是一個匿名來源告訴《美聯社》，取消本劇的決定是在指控的數月前已決定的。根據《The Hollywood Reporter》報導，製作單位決定改寫第6季劇情，讓劇情焦點轉往女主角，而史貝西所飾演的男主角將不會出現。

## 播出
本剧第一季于2013年2月1日在Netflix网站上对全球同步首播，第一季13集是同时放出的。第二季全部13集则于2014年2月14日同时放出。男主角凯文·史派西十分赞成一次放出全部剧集的这一决定。他说，“我问朋友周末干了什么，他们都会回答说，在家里连续看了三季的《绝命毒师》或者两季的《权力的游戏》。”他认为这种播出模式将会在电视业逐渐普及。其后，第三季13集于2015年2月27日全部同时播出。

### 海外播出
在没有Netflix业务的澳洲，本剧于同年5月7日在Showcase頻道首播。Showcase頻道的持有者，付費電視公司Foxtel將视频以方式为Showcase的订阅客戶提供本剧节目，用户可以透過連接網際網路的Foxtel機上盒，以及 Xbox 360、或安装了类似Netflix的Foxtel Go服务的移动设备等设备觀賞。尽管剧集最初在Netflix网站上是一整季一次性放出的，但Showcase频道则是每周仅在固定时间播出一集。5月8日起，澳洲观众亦可通过苹果公司的iTunes Store以及Apple TV下载收看本剧。本剧第二季于2014年2月15日起在Showcase播出，播出方式与第一季相同，以视频点播方式每周定期播出一集。
台灣公共電視在2013年11月26日於公視主頻引进本剧首播。引进后在台湾引发热潮，受到广泛欢迎。
同样没有Netflix业务的新西兰则是自2014年起在TV3频道首播。
2014年2月14日起，搜狐视频将本剧引进中国大陆，第二季全部13集与Netflix同步播出，剧中部分关于中美贸易纠纷、中日领土纠纷、中国大陆官员腐败等政治敏感内容，一度引发观众对剧集能否通过當地审查的担忧，但最终全部剧集顺利播出，并未遭到删剪。本剧在中国大陆播出后引发轰动，与众议院党鞭职位类似的中共中央纪委书记王岐山曾向纪检部门多次推荐本剧。而在2014年3月召开的全国政协会议上，政协委员张国立也借此剧批评了中国大陆自身的审查制度。但是，在此之後沒多久的4月，中国大陆当局展开“扫黄打非·净网2014”行动，包括《纸牌屋》在内的多部美囯電視劇被下架。根据广电总局2015年开始实施的“先审后播”新规定，所有在2015年新出的境外电视剧都要等整季出齐，配好字幕，送审通过，最后才能在平台上播出。
在香港，在香港Letv樂視平台及收費電視nowTV中可供訂購的RTL CBS Entertainment頻道，提供《紙牌屋》點播
本剧在印度的播出权则由Zee Café频道获得。剧集于2014年2月20日起以和高清两种格式播出。
在俄罗斯，本剧由第一頻道自2014年2月24日起开始播出第二季。

### 家庭媒体
2013年6月11日，Netfix在美国发行了本剧第一季的蓝光光盘和DVD版本。

## 评价

### 评论界反应
本剧第一季得到了评论界的普遍好评。这一季在Metacritic上得分为76分（满分100分），这一得分是综合了25位评论家的意见得出的。而第二季在综合了25位评论家的评价之后的得分更是高达80分。《今日美国》的评论家罗伯特·比安科对剧集大加赞赏，尤其称赞了凯文·史派西和罗宾·怀特两位主演的演技，他表示，“如果你觉得电视网主管的工作已经够紧张的了，想想那些演员吧，他们还得在艾美奖上和这两位优秀的演员一较上下呢。”《人物》杂志评论家汤姆·吉拉托（Tom Gilatto）对本剧的前两集也给出了极高评价，称这两集“从电影角度来看，情节十分丰富，像光滑的油坑一般充满了黑暗的色彩。”《丹佛邮报》评论家乔安妮·奥斯特洛（Joanne Ostrow）则表示剧集是“对人性和政治的深深讽刺，在对无限的野心的描写中甚至有种快感。”她还表示，“《纸牌屋》绝妙地塑造了权力和腐败交错的阴暗场景。”评论家亚历珊德拉·史丹利在《纽约时报》评论则称本剧的编剧有时并不如演员的演技一般出色，她表示，“很不幸的是，史派西先生的台词并不像他的表演一般有着微妙的力量；编剧远远比不上莎士比亚，甚至也比不上艾倫·索金，奇怪的是，有时甚至显得十分平庸。”尽管如此，她仍然高度评价了这部剧集，称其使人“纵情欣赏政府的脆弱之处，这些弱点虽然已经为人熟知，但依然娱乐性十足。”英国原版剧集的编剧安德鲁·戴维斯表示，史派西塑造的角色不如英国版主演伊恩·理查森一般有“魅力”，而《独立报》则赞扬了史派西对角色的塑造，称其更“有气势”，“在南方人的气质和传统的礼节背后隐藏着愤怒。”亦有部分评论家，如《时代》杂志的詹姆斯·波尼沃兹克和《华盛顿邮报》的汉克·斯图艾弗等人，将这部剧集与另一部政治题材剧集相比较。

### 奖项和提名
2013年7月18日，Netflix凭《纸牌屋》、《铁杉树丛》和《发展受阻》获得14项黄金时段艾美奖提名，这也是首次有网络剧集进入黄金时段艾美奖提名。《纸牌屋》一剧获得9项提名，其中第一季第一集《第一章》获得4项提名（包括创意艺术艾美奖），成为首个获得黄金时段艾美奖提名的网络剧集（仅在网络上播出的剧集），这些提名中包括了“最佳剧情类剧集导演”（大卫·芬奇），以及3项创意艺术艾美奖提名：“最佳单摄像机剧集摄影”、“最佳单摄像机剧集图像剪辑”以及“最佳原创剧集编曲”。《第一章》同时与《发展受阻》的一集和《铁杉树丛》的一集共同成为第一批获得创意艺术艾美奖的提名的网络剧集。9月15日，《第一章》和艾吉尔·布莱德获得“最佳单摄像机剧集摄影”，也成为第一个获得艾美奖的网络剧集。9月22日，大卫·芬奇又凭借《第一章》获得“最佳剧情类剧集导演”，使之成为首个获得黄金时段艾美奖的网络剧集。但这些奖项均不是艾美奖的主要类别。
12月12日，Netflix获得6项金球奖提名，其中《纸牌屋》获得了4项。这些提名中包括了罗宾·怀特凭借克莱尔·安德伍德一角获得的“最佳剧情类剧集女主角”提名，而她最终于2014年1月12日获得此项奖项，也使本剧成为首部获得主要表演奖项的网络连续剧，怀特也成为首位凭借在网络连续剧中的表演获得金球奖的女演员。这也是Netfix获得的首个主要表演类奖项。
2014年7月，《纸牌屋》再次获得13项黄金时段艾美奖提名。
| 年份   | 奖项             | 类别                                   | 提名者                                                                                      | 结果   | 参考来源               |
| 第一季 | 第一季           | 第一季                                 | 第一季                                                                                      | 第一季 | 第一季                 |
| ------ | ---------------- | -------------------------------------- | ------------------------------------------------------------------------------------------- | ------ | ---------------------- |
| 2013   | 威比奖           | 特殊成就奖                             | 凯文·史派西和达纳·布努内蒂                                                                  | 獲獎   | [ 82 ]                 |
| 2013   | 评论家选择电视奖 | 最佳剧情类剧集男主角                   | 凯文·史派西                                                                                 | 提名   | [ 83 ]                 |
| 2013   | 评论家选择电视奖 | 最佳剧情类剧集男配角                   | 寇瑞·斯托尔                                                                                 | 提名   | [ 83 ]                 |
| 2013   | 电视评论家协会奖 | 年度电视节目                           | —                                                                                           | 提名   | [ 84 ] [ 85 ]          |
| 2013   | 电视评论家协会奖 | 最佳新电视节目                         | —                                                                                           | 提名   | [ 84 ] [ 85 ]          |
| 2013   | 黄金时段艾美奖   | 最佳剧情类剧集                         | —                                                                                           | 提名   | [ 86 ] [ 87 ]          |
| 2013   | 黄金时段艾美奖   | 最佳剧情类剧集男主角                   | 凯文·史派西                                                                                 | 提名   | [ 86 ] [ 87 ]          |
| 2013   | 黄金时段艾美奖   | 最佳剧情类剧集女主角                   | 罗宾·怀特                                                                                   | 提名   | [ 86 ] [ 87 ]          |
| 2013   | 黄金时段艾美奖   | 最佳剧情类剧集导演                     | 大卫·芬奇 / 《第一章》                                                                      | 獲獎   | [ 86 ] [ 87 ]          |
| 2013   | 黄金时段艾美奖   | 最佳剧情类剧集选角                     | 拉瑞·梅菲尔德（Laray Mayfield）、朱莉·舒伯特（Julie Schubert）                                                          | 獲獎   | [ 86 ] [ 87 ]          |
| 2013   | 黄金时段艾美奖   | 最佳单摄像机剧集摄影                   | 艾吉尔·布莱德 / 《第一章》                                                                  | 獲獎   | [ 86 ] [ 87 ]          |
| 2013   | 黄金时段艾美奖   | 最佳单摄像机剧集图像剪辑               | 柯克·巴克斯特 / 《第一章》                                                                  | 提名   | [ 86 ] [ 87 ]          |
| 2013   | 黄金时段艾美奖   | 最佳原创剧集编曲                       | 杰夫·比尔 / 《第一章》                                                                      | 提名   | [ 86 ] [ 87 ]          |
| 2013   | 黄金时段艾美奖   | 最佳主题曲                             | 杰夫·比尔                                                                                   | 提名   | [ 86 ] [ 87 ]          |
| 2014   | 人民选择奖       | 最受欢迎在线流媒体剧集                 | —                                                                                           | 提名   | [ 88 ]                 |
| 2014   | 美国制片人工会奖 | 最佳剧情类剧集制片人                   | 卡伦·麦卡锡、鲍尔·威利蒙、约翰·梅尔菲、凯文·史派西、乔什华·多恩、艾瑞克·罗斯、大卫·芬奇     | 提名   | [ 89 ]                 |
| 2014   | 美国编剧工会奖   | 最佳剧情类电视剧集编剧                 | 凯特·巴诺、瑞克·克利夫兰、萨姆·R·福曼、吉娜·吉奥弗里多、基斯·哈弗、莎拉·特里姆、鲍尔·威利蒙 | 提名   | [ 90 ] [ 91 ]          |
| 2014   | 美国编剧工会奖   | 最佳新剧集编剧                         | 凯特·巴诺、瑞克·克利夫兰、萨姆·R·福曼、吉娜·吉奥弗里多、基斯·哈弗、莎拉·特里姆、鲍尔·威利蒙 | 獲獎   | [ 90 ] [ 91 ]          |
| 2014   | 美国编剧工会奖   | 最佳剧情类剧集单集编剧                 | 鲍尔·威利蒙 / 《第一章》                                                                    | 提名   | [ 90 ] [ 91 ]          |
| 2014   | 金球奖           | 最佳剧情类电视剧集                     | —                                                                                           | 提名   | [ 92 ]                 |
| 2014   | 金球奖           | 最佳剧情类电视剧集男主角               | 凯文·史派西                                                                                 | 提名   | [ 92 ]                 |
| 2014   | 金球奖           | 最佳剧情类电视剧集女主角               | 罗宾·怀特                                                                                   | 獲獎   | [ 92 ]                 |
| 2014   | 金球奖           | 最佳电视剧集、迷你剧或电视电影男配角   | 寇瑞·斯托尔                                                                                 | 提名   | [ 92 ]                 |
| 2014   | 美國演員工會獎   | 最佳剧情类剧集男主角                   | 凯文·史派西                                                                                 | 提名   | [ 93 ]                 |
| 2014   | 美国导演工会奖   | 最佳剧情类剧集导演                     | 大卫·芬奇 / 《第一章》                                                                      | 提名   | [ 94 ]                 |
| 2014   | 卫星奖           | 最佳剧情类剧集                         | —                                                                                           | 提名   | [ 95 ] [ 96 ]          |
| 2014   | 卫星奖           | 最佳剧情类剧集男主角                   | 凯文·史派西                                                                                 | 提名   | [ 95 ] [ 96 ]          |
| 2014   | 卫星奖           | 最佳剧情类剧集女主角                   | 罗宾·怀特                                                                                   | 獲獎   | [ 95 ] [ 96 ]          |
| 2014   | 卫星奖           | 最佳剧情类剧集男配角                   | 寇瑞·斯托尔                                                                                 | 提名   | [ 95 ] [ 96 ]          |
| 2014   | 皮博迪奖         | 领域杰出贡献奖                         | —                                                                                           | 獲獎   | [ 97 ]                 |
| 2014   | 英国学术电视奖   | 最佳国际节目                           | 鲍尔·威利蒙、大卫·芬奇、乔什华·多恩、凯文·史派西                                            | 提名   | [ 98 ]                 |
| 第二季 |                  |                                        |                                                                                             |        |                        |
| 2014   | 评论家选择电视奖 | 最佳剧情类剧集女主角                   | 罗宾·怀特                                                                                   | 提名   | [ 99 ]                 |
| 2014   | 电视评论家协会奖 | 剧情类剧集杰出成就奖                   | —                                                                                           | 待定   | [ 100 ]                |
| 2014   | 黄金时段艾美奖   | 最佳剧情类剧集男主角                   | 凯文·史派西                                                                                 | 提名   | [ 81 ] [ 101 ] [ 102 ] |
| 2014   | 黄金时段艾美奖   | 最佳剧情类剧集女主角                   | 罗宾·怀特                                                                                   | 提名   | [ 81 ] [ 101 ] [ 102 ] |
| 2014   | 黄金时段艾美奖   | 最佳剧情类剧集                         | —                                                                                           | 提名   | [ 81 ] [ 101 ] [ 102 ] |
| 2014   | 黄金时段艾美奖   | 最佳剧情类剧集男客串演员               | 雷格·E·凯蒂                                                                                 | 提名   | [ 81 ] [ 101 ] [ 102 ] |
| 2014   | 黄金时段艾美奖   | 最佳剧情类剧集客串女演员               | 凯特·玛拉                                                                                   | 提名   | [ 81 ] [ 101 ] [ 102 ] |
| 2014   | 黄金时段艾美奖   | 最佳剧情类剧集编剧                     | 鲍尔·威利蒙/《第十四章》                                                                    | 提名   | [ 81 ] [ 101 ] [ 102 ] |
| 2014   | 黄金时段艾美奖   | 最佳剧情类剧集导演                     | 卡尔·富兰克林/《第十四章》                                                                  | 提名   | [ 81 ] [ 101 ] [ 102 ] |
| 2014   | 黄金时段艾美奖   | 最佳单镜头当代/虚构剧集艺术指导        | 史蒂夫·阿诺德（Steve Arnold）、海莉娜·葛巴洛维茨（Halina Gebarowicz）、蒂芬妮·扎普拉（Tiffany Zappulla）/《第十八章》、《第二十四章》    | 提名   | [ 81 ] [ 101 ] [ 102 ] |
| 2014   | 黄金时段艾美奖   | 最佳剧情类剧集选角                     | 拉瑞·梅菲尔德（Laray Mayfield）、朱莉·舒伯特（Julie Schubert）                                                          | 提名   | [ 81 ] [ 101 ] [ 102 ] |
| 2014   | 黄金时段艾美奖   | 最佳单摄像机剧集摄影                   | 伊戈尔·马丁诺维奇（Igor Martinovic）/《第十八章》                                                          | 提名   | [ 81 ] [ 101 ] [ 102 ] |
| 2014   | 黄金时段艾美奖   | 最佳单摄像机剧集图像剪辑               | 拜伦·史密斯（Byron Smith）/《第十四章》                                                                | 提名   | [ 81 ] [ 101 ] [ 102 ] |
| 2014   | 黄金时段艾美奖   | 最佳原创剧集编曲                       | 杰夫·比尔 / 《第二十六章》                                                                  | 提名   | [ 81 ] [ 101 ] [ 102 ] |
| 2014   | 黄金时段艾美奖   | 最佳喜剧类或剧情类（一小时长）剧集混音 | 洛伦佐·米兰（Lorenzo Millan）、内森·南斯（Nathan Nance）、斯科特·路易斯（Scott R. Lewis）/《第十四章》                              | 獲獎   | [ 81 ] [ 101 ] [ 102 ] |